# Micronycteris
Micronycteris är ett släkte av fladdermöss som ingår i familjen bladnäsor.

## Utseende
Beroende på art når individerna en kroppslängd (huvud och bål) av 42 till 69 mm, en svanslängd av 10 till 17 mm, en underarmlängd av 31 till 57 mm och en vikt mellan 4 och 16 g. Pälsfärgen är allmänt brunaktig men några individer har inslag av röd, gul eller olivgrön. Liksom de flesta andra bladnäsor har medlemmarna en bra utvecklad hudflik vid näsan (bladet). Öronen är avrundade och mellan dessa finns ett sammanlänkande band av hud. De arter som saknar bandet flyttades till andra släkten (se nedan). Arternas övre hörntänder är betydlig större än de övre framtänderna.

## Utbredning och ekologi
Släktets arter förekommer i Central- och Sydamerika. De vistas i olika habitat, bland annat i öknar med enstaka buskar eller i regnskogar.
Som viloplats används trädens håligheter, grottor, bergssprickor, byggnader eller bon som skapades av andra djur. Individerna jagar insekter och äter några frukter. De uppsöker viloplatsen ensam eller de bildar där mindre flockar med upp till 20 medlemmar. Beroende på art och utbredningsområde har honor en eller två kullar per år. Ungarna föds vanligen i samband med regntiden.

## Status
IUCN listar Micronycteris brosseti, Micronycteris matses och Micronycteris sanborni med kunskapsbrist (DD) och de andra som livskraftig (LC).

## Taxonomi
Följande arter listas av IUCN (2015):
- Micronycteris brosseti
- Micronycteris hirsuta
- Micronycteris matses
- Micronycteris megalotis
- Micronycteris microtis
- Micronycteris minuta
- Micronycteris sanborni
- Micronycteris schmidtorum

Arter som beskrivits under 2010-talet är Micronycteris buriri och Micronycteris yatesi. De är inte än godkänt av IUCN.
Flera arter som tidigare ingick i släktet flyttades till andra släkten:
- Glyphonycteris behnii (tidigare Micronycteris behnii)
- Glyphonycteris daviesi (tidigare Micronycteris daviesi)
- Glyphonycteris sylvestris (tidigare Micronycteris sylvestris)
- Lampronycteris brachyotis (tidigare Micronycteris brachyotis)
- Neonycteris pusilla (tidigare Micronycteris pusilla)
- Trinycteris nicefori (tidigare Micronycteris nicefori)